# Most sultána Selima I. Hrozného
Most sultána Selima I. Hrozného, též Třetí bosporský most (turecky Yavuz Sultan Selim Köprüsü, anglicky Yavuz Sultan Selim Bridge) je třetí most přes Bosporskou úžinu severně od Istanbulu uvedený do provozu 26. srpna 2016. Jedná se o hybridní most kombinující visutou a zavěšenou konstrukci.

## Umístění

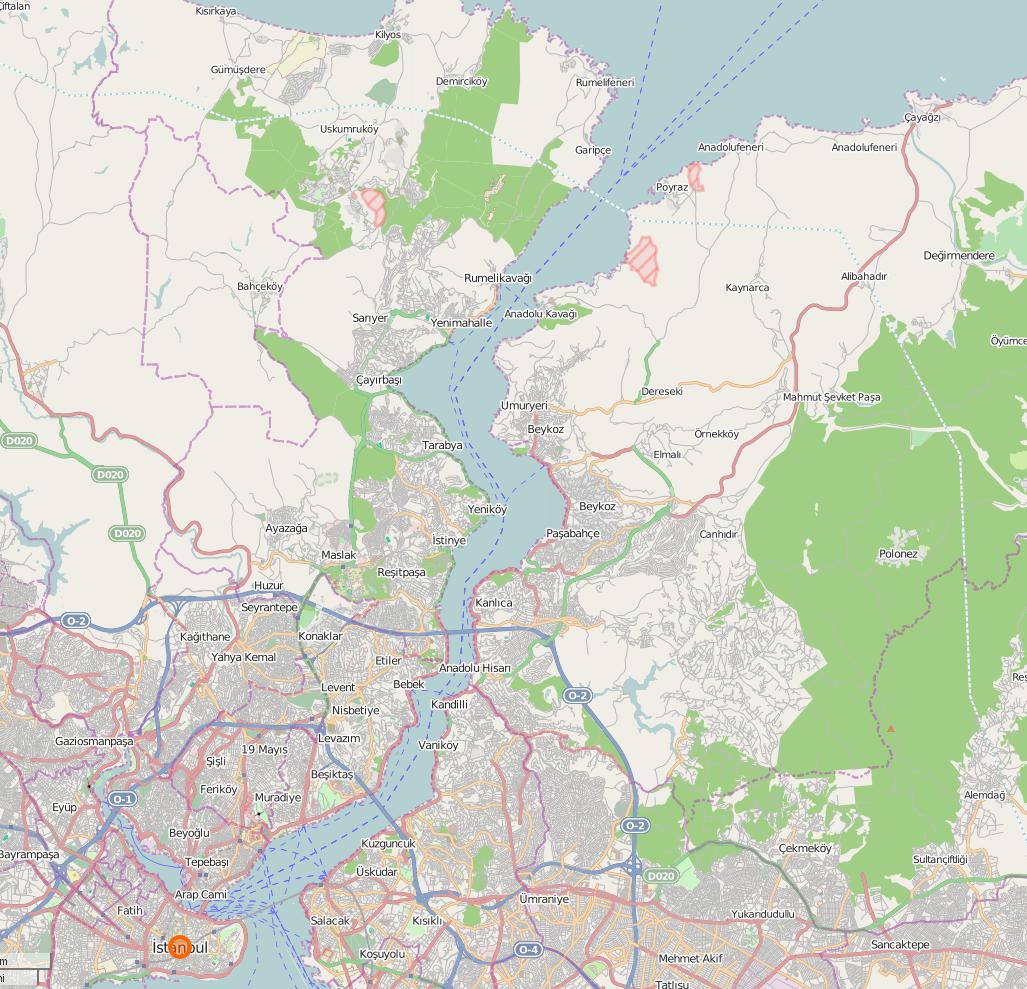
Mapa Bosporu s tečkovaně vyznačenou dálnicí a mostem

Most, pojmenovaný po osmanském sultánovi Selimovi I., se nachází v oblasti Odayeri – Paşaköy projektu dálnice O-6 (též zvané Northern Marmara Motorway). Železniční spojení bude sloužit cestujícím z Edirne do İzmitu a bude spojeno s železničním systémem, který propojí Marmaray a Istanbulské metro, letiště Atatürk a Sabiha Gökçen a v budoucnu i třetí letiště.

## Lidé a společnosti zapojení do projektu
Plánovaná dálnice O-6 a Most sultána Selima Hrozného jsou realizovány v režimu „Postav, provozuj a převeď“ (BOT).
Koncepční návrh mostu byl vyhotoven Dr. Jeanem Francoisem Kleinem a Dr. Michelem Virlogeuxem, projekt společností T engineering, Švýcarsko / Turecko. Další společnosti dodaly specifická řešení návrhu.
Realizace mostu byla zadána na základě výsledku mezinárodní veřejné soutěže tureckým ministerstvem dopravy KGM turecko-italskému konsorciu ICA tvořenému společnostmi Içtaş and Astaldi. Zahrnuje také provozování projektu – jedná se o investici v hodnotě 4,5 miliardy TL (1,5 miliardy USD) – konsorciem IC İçtaş – Astaldi po období 10 let, 2 měsíce a 20 dní. Na konci tohoto období bude projekt předán ministerstvu dopravy.
Korejské joint venture mezi Hyundai E&C a SK E&C s názvem HDSK bylo vybráno jako zhotovitel mostu v režimu EPC. Velké množství subdodavatelů se podílelo na specifických činnostech.

## Popis a parametry
Most kombinuje dva druhy dopravy – železniční a silniční – ve stejném dopravním koridoru a na jedné úrovni. Doprava je vedena po 58,5 m široké ocelové mostovce, což ji činí nejširší zavěšenou mostovkou na světě. Rozpětí hlavního pole je 1 408 m (v době dokončení mostu světový rekord pro železniční mosty) se dvěma betonovými pylony na pevnině vysokými 322 m (v době dokončení mostu druhé nejvyšší betonové pylony na světě). Dálnice je vedena ve dvou směrech, každý ve čtyřech pruzích, a je v ose mostu rozdělena dvěma tratěmi pro rychlostní železniční dopravu.

### Množství materiálu
- Beton: 230 000 m3
- Závěsná lana: 28 000 tun
- Konstrukční ocel: 57 000 tun
- Konstrukční ocel pro mostovku: 50 000 tun

### Hybridní systém
Most sultána Selima Hrozného je visutý most kombinovaný se zavěšeným, což je tzv. hybridní řešení.

### Založení
Slavnostní  položení  prvních  základů  mostu se konalo 29. března 2013. Zemní práce pro založení mostu byly zahájeny v oblastech Beykoz-Poyrazköy a Sarıyer-Garipçe.

### Pylony
Pylony mají tvar písmene A. Každý pylon se skládá ze dvou kruhových železobetonových dříků pod zemí a dvou nohou s trojúhelníkovým průřezem. Výška pylonů je 322 metrů, což je v době dokončení mostu světový rekord u visutých mostů. Tloušťka betonových zdí je 1,5 m u základu, snižuje se až na 1 m ve výšce 208 m.

### Mostovka
Hlavní pole mostu má aerodynamickou ortotropní ocelovou mostovku, která zlepšuje jeho aerodynamické vlastnosti i estetický dojem. Kratší vedlejší pole mají mostovku betonovou, která působí jako protizávaží hlavnímu poli.
Celková délka ocelového pole je 1 360 m. Skládá se z prefabrikovaných ocelových segmentů, každý je 58,5 m široký a 24 m dlouhý.

### Lana
Hybridní systém zavěšení mostu má tři části:
- 176 závěsů (ztužující lana)
- 2 420 m dlouhá visutá hlavní nosná lana
- 34 párů svislých závěsů, které podpírají středovou část mostovky přímo z hlavních visutých lan

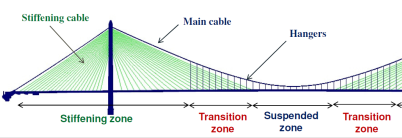
Schéma mostu